# Čiste i nečiste životinje
Čistim i nečistim životinjama po 11. poglavlju Levitskog zakonika smatraju životinje koje su Židovima dopuštene, odnosno zabranjene za jelo.
Čistim životinjama smatraju se: sve vrste ptica koje nisu izrazito i poimence zabranjene, insekti iz porodice skakavaca, životinje s perajama i ljuskama koje žive u vodi, te preživači koji su ujedno i dvopapkari (npr. ovca i goveda).
Nečistim životinjama smatraju se: svi mesožderi, svinja, morski plodovi, kukci i ptice grabljivice (npr. vrana), zečevi, štakori, različite vrste guštera, kameleon, žabe, te jazavac.
Lv 11, 12